# 헬렌 백슨데일
헬렌 백슨데일(Helen Baxendale, 1970년 6월 7일 ~ )은 잉글랜드의 배우이다.

## 출연 작품
- 빅 마우스 (2010)
- 비욘드 더 폴 (2009)
- 주머니 속의 죽음 (2008)
- 플라잉피싱 (2002)
- 디센트 크리미날 (2000)
- 크로싱 더 플로어 (1996)
- 프렌즈 (1994)